# Sophie – panna młoda mimo woli
Sophie – panna młoda mimo woli (niem. Sophie – Braut wider Willen, 2005–2006) – niemiecki serial obyczajowy.
Jego światowa premiera odbyła się 8 listopada 2005 roku na kanale Das Erste. Ostatni odcinek został wyemitowany 9 marca 2006 roku. W Polsce serial nadawany był na kanale TVP2.

## Obsada
- Yvonne Catterfeld jako hrabina Sophie von Ahlen
- Ben Bela Böhm jako Max Grebe
- Silvan-Pierre Leirich jako Friedrich Hartenstein
- Marie-Ernestine Worch jako Friederike „Rike“ Bütow
- Timo Hübsch jako Benedikt Bütow
- Alexandra Prusa jako księżna Magda von Ahlen
- Hermann Giefer jako hrabia Otto von Ahlen
- Kathrin Waligura jako Charlotte "Lotte" Grebe
- Mario Gallasch jako Hans Stallkamp
- Ulrike Bliefert jako Gudrun Murger

i inni